# أبو العافية (نسب)

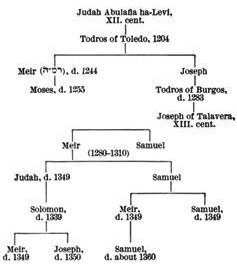

أبو العافية (بالعبرية: אבולעפיה‏) اسم عائلي يهودي سفاردي ذو أصل لغوي عربي. الاسم العائلي، مثل الكثير من الأسماء العائلية ذات أصول في اللغة العربية، هو نشأ في شبه الجزيرة الإيبيرية عند اليهود السفارديين في الأندلس، عندما كان يحكمها المسلمون المغاربة الناطقون باللغة العربية.
رومنة الاسم عادة تتجلي "Abulafia". وهناك نسخ أخرى كذلك:Aboulafia وAbolafia وAbouelafia وAboulafiya وAbulafiya وAboulafiyya إلخ.

## تأصيل
على مستوى التأصيل، الكلمة مكونة من الكلمات العربية:
- أبو
- ال
- عافية

في إسبانية القرون الوسطى، صارت كلمة واحدة: Abulafia, بمعنى «والد الصحة/الخير» أي «صاحب القوة/الطاقة».

## تاريخ
فترة الحكم الإسلامي في شبه الجزيرة الإيبيرية، التي ظلت تقريبا 800 عام، تعتبر فترة تسامح نسبي حيث التعايش بين المسيحيين والمسلمين واليهود. كان يهود الأندلس يتقنون العبرية والعربية ثم الإسبانية. هكذا، كان اتخاذ أسماء عربية غير دينية للاستخدام خارج المعبد ممارسةٌ شائعة عند يهود شبه الجزيرة الإيبيرية (حتى للنسب).
مع مرسوم الحمراء الذي طرد اليهود من إسبانيا، لجأ الكثير من أفراد أسرة أبي العافية ويهود آخرون لم يتنصروا إلى أماكن أخرى حول أوروبا وحوض البحر المتوسط وخصيصا الدولة العثمانية، حيث آواهم السلطان. مع ذلك، فالنسب لم يختف في إسبانيا كليا، فما زال هناك كاثوليكيين يحملون اسم Abolafio أبولافيو. أفراد أسرة أبي العافية الذين غادروا عام 1492 واستقروا كيهود في إيطاليا أصبحوا يعرفون باسماء مثل Abolaffio أبولافيو وBolaffio بولافيو وBolaffi بولافي.
استقر أفراد عائلة أبي العافية، كما فعل معظم اللاجئون السفارديون، غالبا في الأجزاء الأوروبية للدولة العثمانية، خصوصا في سلانيك وإسطنبول. هذه كانت الأماكن حيث تركزوا، حتى الهجرات التالية إلى أركان أخرى في الدولة العثمانية مثل تونس ورودس. مع انهيار الدولة العثمانية بعد الحرب العالمية الأولى ثم بعد الحرب العالمية الثانية وإنشاء دولة إسرائيل، انتقلت المجتمعات السفاردية من الدولة العثمانية السابقة إلى إسرائيل وفرنسا والولايات المتحدة.